# Thymochares galeatus
Thymochares galeatus är en insektsart som beskrevs av Rehn, J.A.G. 1929. Thymochares galeatus ingår i släktet Thymochares och familjen torngräshoppor. Inga underarter finns listade i Catalogue of Life.